# Martin de Lyon
Pour les articles homonymes, voir Martin.
Martin (en latin Martinus) est le 15e évêque de Lyon et succède à saint Albin. 

## Biographie
On ne sait rien de lui et de sa vie, seul son nom nous est connu d'après les différentes listes des premiers archevêques de Lyon et les chroniques de l'histoire de l'Église de Lyon. 